# پتینسون (تگزاس)
پتینسون، تگزاس (به انگلیسی: Pattison, Texas) یک شهر در ایالات متحده آمریکا با جمعیت ۴۴۷ نفر است که در تگزاس واقع شده‌است.

## موقعیت جغرافیایی
موقعیت جغرافیایی شهرها و مناطق اطراف به شرح زیر است: